# Consejo Nacional de Desarrollo Científico y Tecnológico

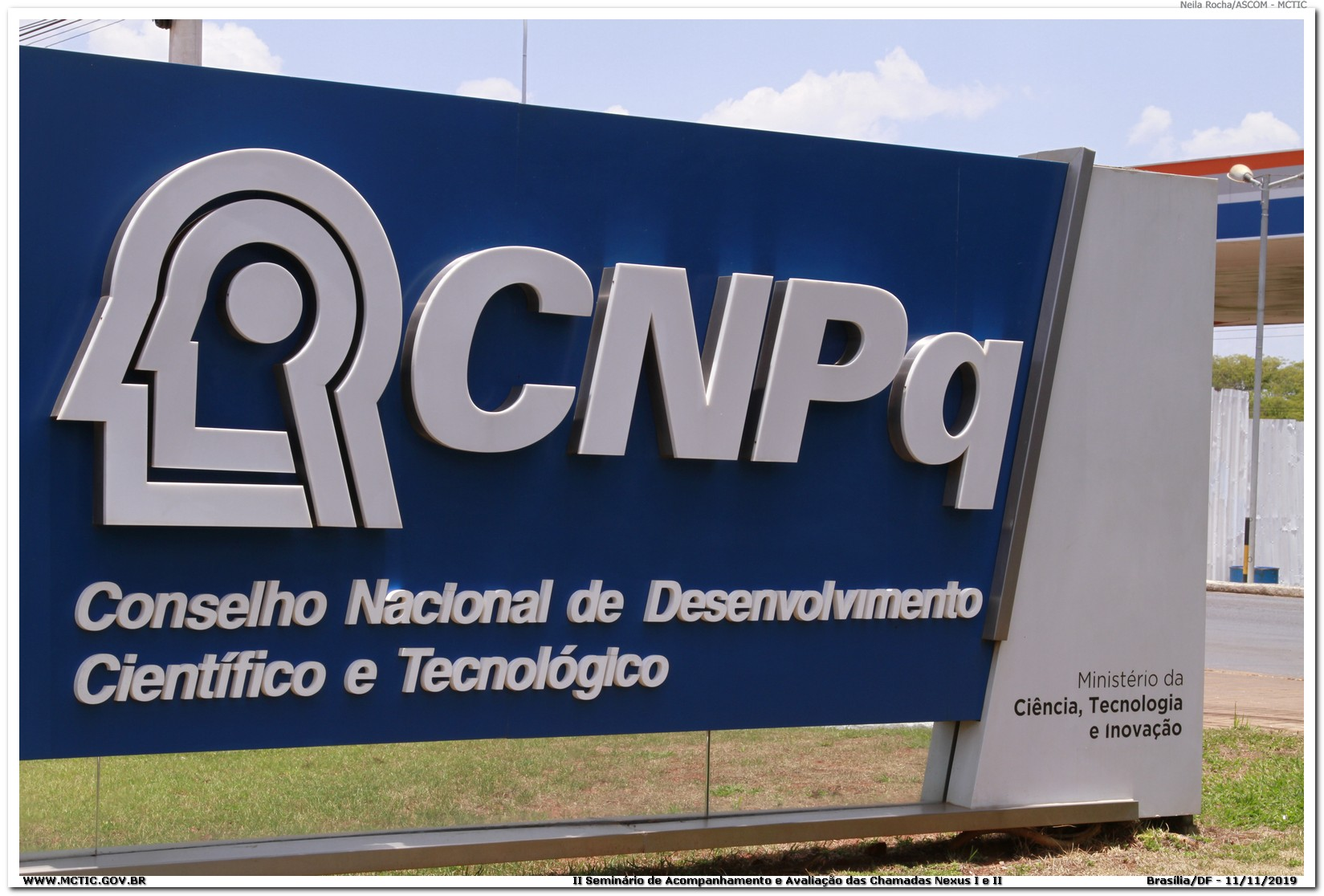
Logo del Consejo Nacional de Desarrollo Científico y Tecnológico.

El Conselho Nacional de Desenvolvimento Científico e Tecnológico (en español: Consejo Nacional de Desarrollo Científico y Tecnológico) es un órgano del Ministerio de Ciencia, Tecnología e Innovación de Brasil para promover la investigación. Hasta 1971 su denominación era Conselho Nacional de Pesquisa (Consejo Nacional de Investigación), pero sus siglas CNPq, aún se mantienen. 

## Fundación
Fue fundado en el año 1951; el CNPq es considerado, entre este tipo de instituciones, como uno de los grandes centros de investigación internacional. 
Su objetivo inicial fue conseguir preparar a Brasil para el dominio de la energía atómica, tema de importancia estratégica a medios del siglo XX. Con el paso del tiempo su papel fue ampliándose a otras áreas de conocimiento.

## Ubicación
En el momento de su fundación la sede del CNPq fue establecida en Asa Norte, un barrio adinerado de Brasilia; actualmente está localizado en la Paróquia Nossa Senhora de Nazaré. El CNPq fue el centro de coordinación de la Política Nacional de Ciencia e Tecnología hasta la creación del Ministerio respectivo en 1985. 
El CNPq tiene diversos órganos federales y agencias para el desarrollo de la investigación.